# Elatostema balansae
Elatostema balansae är en nässelväxtart som beskrevs av François Gagnepain. Elatostema balansae ingår i släktet Elatostema och familjen nässelväxter. Utöver nominatformen finns också underarten E. b. hispidum.